# 조선내화주식회사 구 목포공장
조선내화주식회사 구 목포공장은 대한민국 전라남도 목포시에 있는 일제강점기의 건축물이다. 2017년 12월 5일 대한민국의 국가등록문화재 제707호로 지정되었다.

## 개요
1938년 일본 제국이 한반도 수탈을 위해 세운 공장으로, 해방 후인 1947년 5월 미군정이 한국인 민간에 넘겼다.
건물 및 시설물을 통해 시대에 따른 내화산업의 변천사를 한눈에 살펴볼 수 있다.
특히, 공장 내부의 소성 가마, 건조기 등의 시설물이 본래 위치에 그대로 현존하고 있고, 이와 함께 내화물 원료의 유입, 저장에서 분쇄, 성형, 건조, 소성 등에 이르는 일련의 작업과정을 확인할 수 있어 근대기 산업유산으로서 큰 의미를 부여할 수 있다.

## 참고 자료
- 조선내화주식회사 구 목포공장 - 국가유산청 국가유산포털